# 昴宿七
昴宿七（英語：Atlas，/ˈætləs/，也稱為金牛座27，是星座金牛座中的三合星。它是疏散星團M45，即昴宿星團的成員。它距離地球431光年（132秒差距），位於黃道以北3.92度。

## 名稱
在中国古代星官系统中，昴宿七属于西方白虎七宿中昴宿昴星官第七星，这也是昴宿七名字的来由。
在西方，昴宿七以佛蘭斯蒂德命名法稱為27 Tauri（金牛座27）。
2016年，國際天文學聯合會組織了一個恆星名稱工作組（WGSN）對恆星的專有名稱進行編目和標準化。WGSN於2016年8月21日確認與核定這顆恆星的名稱為對恆星的專有名稱進行編目和標準化。WGSN於2016年8月21日確認與核定這顆恆星的名稱為 Atlas （阿特拉斯），並已列入國際天文學聯合會的恆星名稱目錄中。

## 神話
阿特拉斯是泰坦神，在希臘神話中是普勒阿得斯的父親。

## 性質
昴宿七是一個三合星系統，密接恆星對的軌道運行週期不到一年，與另一顆標示為Ab，但CCDM和SIMBAD則標示為B的恆星，其互繞軌道運行週期為260年，與距離未能解析的光譜聯星之間角距離已經解析出為0.784″。它與聯星對太近了，因此無法確認其光譜類別，但它的視星等為6.8，比聯星對的組合星等暗三個星等。它的質量估計是太陽的兩倍，在華盛頓雙星目錄還有另外8顆恒星，從B至I，它們都被歸類為昴宿七的伴星。

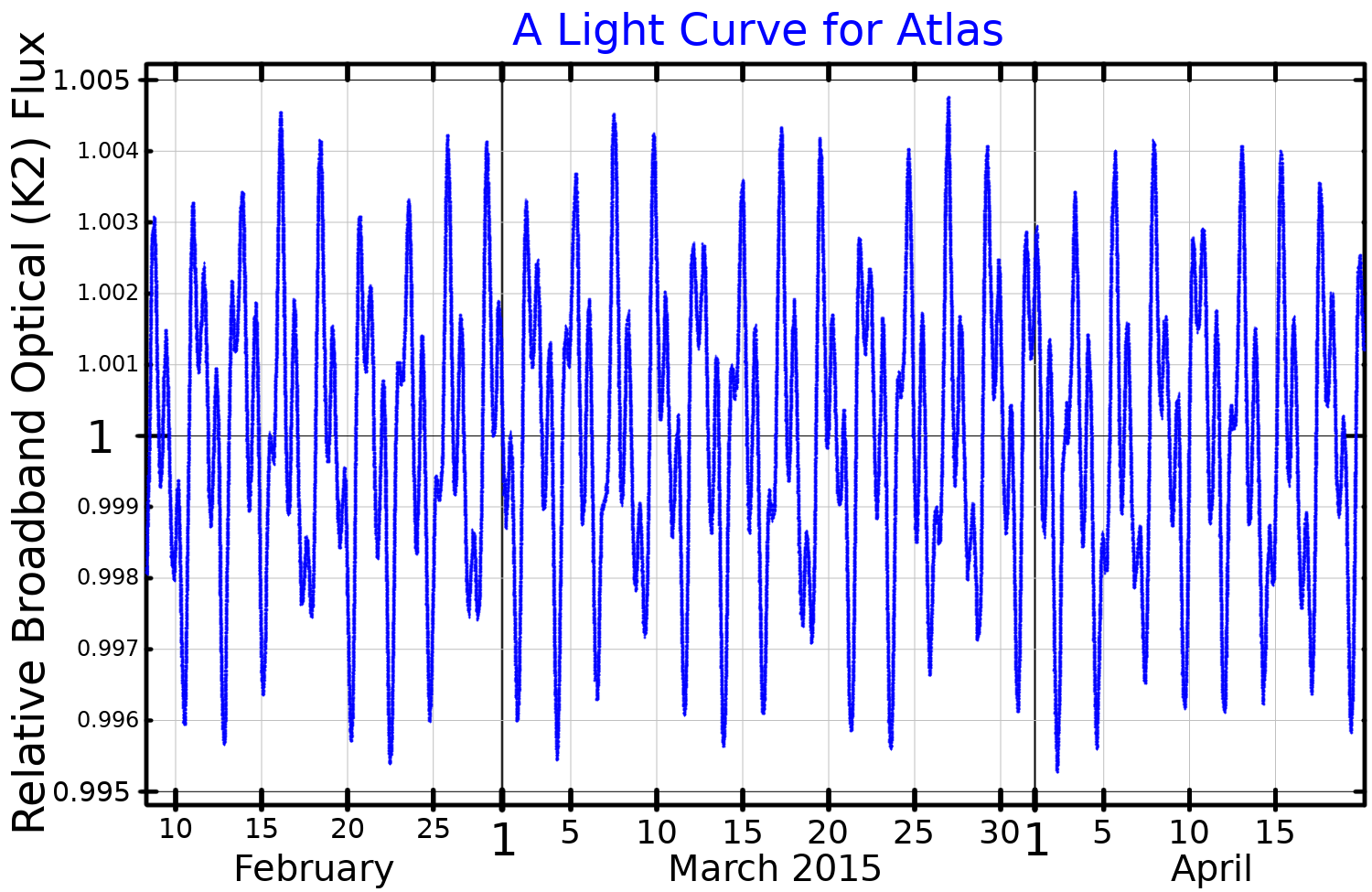
昴宿七的光變曲線，改編自懷特（White）等人2017年的數據）。

密接的這一對有著明確的軌道週期，為291天，軌道半長軸為13 mas，離心率為0.24。在108°的軌道傾角下，人們認為它不會發生星食。雖然這兩顆恆星無法分辨，但已經計算出主星Aa1的亮度比伴星Aa2亮1.6星等。
昴宿七亮度的低振幅變化是由STEREO在觀測中初步檢測到的，並由克卜勒/K2任務明確地檢測到。光變曲線隨幾個週期而變化，最突出的是2.427、0.7457和1.214天。

## 外部連結
- Alcyone ephemeris （页面存档备份，存于）